# 764
764 (DCCLXIV, na numeração romana) foi um ano bissexto do século VIII do  Calendário Juliano, da Era de Cristo, e as suas letras dominicais foram A e G, totalizando 52 semanas. Teve início a um domingo, mas como o ano era bissexto, seu término aconteceu numa segunda-feira. 
| Ano completo                       |
| ---------------------------------- |
| Ano bissexto com início ao domingo |

## Mortes
- 5 de agosto — Abel de Reims, santo irlandês (n. ?)